# آندژی دودا
آندژی دودا (به لهستانی: Andrzej Duda) (زاده ۱۶ مهٔ ۱۹۷۲ در کراکف) وکیل و سیاستمدار لهستانی است که از ۲۰۱۵ به عنوان ششمین رئیس‌جمهور لهستان خدمت می‌کند. آندژی دودا پیش از انتخابات ۲۰۱۵ وکیل و عضو پارلمان اروپا بود.
آندژی دودا گرایش راست افراطی دارد. او فارغ‌التحصیل حقوق و یک مسیحی کاتولیک است و دیدگاه‌های اجتماعی محافظه‌کار دارد.

## انتخابات ریاست‌جمهوری ۲۰۱۵
آندژی دودا برای نخستین‌بار به عنوان کاندیدای حزب قانون و عدالت برای ریاست‌جمهوری لهستان در انتخابات ریاست‌جمهوری سال ۲۰۱۵ لهستان که در مه ۲۰۱۵ برگزار شد شرکت کرد و بر رئیس‌جمهور حاکم برونیسلاو کوموروفسکی پیروز شد.

## انتخابات ریاست‌جمهوری ۲۰۲۰

### دور نخست
آندژی دودا از برنامه پرطرفدار و سخاوتمندانه رفاه و آسایش پشتیبانی می‌کند. در نتیجه این برنامه، بسیاری از خانواده‌های لهستانی از فقر درآمدند و برای نخستین‌بار پس از فروپاشی کمونیسم در سال ۱۹۸۹ احساس کردند که یک حزب سیاسی به نیازهای آنها اهمیت می‌دهد. به همین دلیل، آندژی دودا در دور نخست انتخابات، اکثریت قاطع را در دهکده‌ها و شهرهای کوچک به‌دست آورد.

### دور دوم
در مرحله دوم انتخابات ریاست جمهوری که در ۱۲ ژوئیه۲۰۲۰ برگزار شد، کمیسیون ملی انتخابات لهستان، دودا رئیس‌جمهور کنونی را با به‌دست آورد ٪۵۱/۰۳ آراء، پیروز مرحله دوم انتخابات ریاست‌جمهوری لهستان معرفی کرد و رقیب او رافائل تراسکوفسکی شهردار ورشو در این انتخابات ناکام ماند.

## همجنسگرایی
آندژی دودا در ژوئن ۲۰۲۰ گسترش حقوق همجنس‌گرایان و دگرباشان جنسی را ایدئولوژی مخرب‌تر از کمونیسم دانست.